# فرم‌آمید
فرم‌آمید (به انگلیسی: Formamide) با فرمول شیمیایی CH۳NO و بویی شبیه به آمونیاک، یک ترکیب شیمیایی با شناسه پاب‌کم ۷۱۳ است. که جرم مولی آن 45.04 g/mol می‌باشد. حلال مناسبی برای ترکیبات یونی و رزین ها است. 
گفتنی است که در اثر حرارت، تجزیه شده و گاز های شدیدا سمی متصاعد می کند.  